# Кловис (Њу Мексико)
Кловис (енгл. Clovis) град је у америчкој савезној држави Њу Мексико.

## Демографија
По попису из 2010. године број становника је 37.775, што је 5.108 (15,6%) становника више него 2000. године.
| Група             | 2000.          | 2010.          |
| Белци             | 18.176 (55,6%) | 18.081 (47,9%) |
| Афроамериканци    | 2.392 (7,3%)   | 2.625 (6,9%)   |
| Азијати           | 528 (1,6%)     | 536 (1,4%)     |
| Хиспаноамериканци | 10.924 (33,4%) | 15.804 (41,8%) |
| Укупно            | 32.667         | 37.775         |